# Колодкин, Роман Анатольевич
Рома́н Анато́льевич Коло́дкин (род. 29 июля 1960, Ленинград, СССР) — российский дипломат. Чрезвычайный и полномочный посол (2010).

## Биография
Отец — Анатолий Лазаревич Колодкин (1928—2011), юрист, ведущий специалист по морскому праву.
Окончил юридический факультет МГУ имени М. В. Ломоносова (1982). Кандидат юридических наук.
- В 1986—1990 годах — сотрудник Министерства морского флота СССР.
- В 1990—1991 годах — сотрудник аппарата Верховного Совета РСФСР.
- В 1991—1992 годах — помощник Первого заместителя Министра иностранных дел России.
- В 1992—1997 годах — заведующий отделом, заместитель директора Правового департамента МИД России.
- В 1997—2001 годах — заместитель Постоянного представителя России при Отделении ООН и других международных организациях в Женеве.
- В 2001—2009 годах — директор Правового департамента МИД России, член Коллегии МИД России.
- В 2003—2011 и с 2015 года — член комиссии ООН по международному праву
- С 5 ноября 2009 по 15 сентября 2015 года — чрезвычайный и полномочный посол Российской Федерации в Нидерландах и постоянный представитель при Организации по запрещению химического оружия в Гааге (ОЗХО) по совместительству[1][2].
- В 2015—2017 годах — директор Правового департамента МИД России, член Коллегии МИД России.
- В 2017 году избран судьёй Международного трибунала ООН по морскому праву[3].

В 2019 году стал единственным из судей Международного трибунала, проголосовавшим против возвращения украинских военных судов и их экипажа, задержанных Россией при провокации в Керченском проливе 25 ноября 2018 года. Остальные 19 судей проголосовали за решение.

## Семья
Женат, имеет двоих сыновей. Один из сыновей, Ефим Колодкин, учился в Нидерландах и организовал свое агентство Bash Today — сервис, помогающий бронировать помещения под мероприятия.

## Награды
- Медаль ордена «За заслуги перед Отечеством» II степени (14 ноября 2002) — за активное участие в реализации внешнеполитического курса Российской Федерации и многолетнюю добросовестную работу[5].
- Орден Дружбы (19 октября 2009) — за большой вклад в реализацию внешнеполитического курса Российской Федерации, многолетнюю дипломатическую службу[6].
- Почётная грамота президента Российской Федерации (6 марта 2011) — за большой вклад в реализацию внешнеполитического курса Российской Федерации[7]
- Благодарность президента Российской Федерации (20 сентября 2011) — за активную работу по защите интересов Российской Федерации[8]

## Дипломатический ранг
- Чрезвычайный и полномочный посланник 2 класса (10 декабря 1995)[9]
- Чрезвычайный и полномочный посланник 1 класса (20 июля 2005)[10]
- Чрезвычайный и полномочный посол (21 октября 2010)[11].